# Гюнтер Зайбікке
Гюнтер Зайбікке (нім. Günther Seibicke; 30 серпня 1911, Берделанд — 26 травня 1943, Атлантичний океан) — німецький офіцер-підводник, корветтен-капітан крігсмаріне. Кавалер Лицарського хреста Залізного хреста.

## Біографія
1 квітня 1932 року вступив на флот. В червні 1932 року навчальний корабель «Ніобе», на якому він служив, затонув, і значна частина учнів загинула. Служив на легкому крейсері «Кенігсберг» і на міноносцях, брав участь в бойових операціях в 1939/40 роках. У квітні 1941 року переведений в підводний флот. З 27 вересня 1941 року — командир U-436, на якому зробив 8 походів (провівши в морі в цілому 186 днів) у води Арктики і в Північну Атлантику. 26 травня 1943 року U-436 був потоплений в Атлантичному океані західніше мису Ортегаль атакою британських фрегата «Тест» і корвета «Гайдарабад». Всі 47 членів екіпажу загинули.
Всього за час бойових дій потопив 7 кораблів загальною водотоннажністю 36 499 тонн і пошкодив 2 кораблі водотоннажністю 15 575 тонн.
| Дата           | Назва корабля                  | Тип                           | Тоннаж | Вантаж                                                                                | Екіпаж | Загинули | Країна             | Конвой |
| -------------- | ------------------------------ | ----------------------------- | ------ | ------------------------------------------------------------------------------------- | ------ | -------- | ------------------ | ------ |
| 1 березня 1942 | РТ-19 Коминтерн                | Паровий траулер               | 577    |                                                                                       | ?      | Всі      | СРСР               |        |
| 13 квітня 1942 | Киев                           | Торговий пароплав             | 5,823  | Хром і деревина                                                                       | ?      | 6        | СРСР               | QP-10  |
| 27 жовтня 1942 | Frontenac (пошкоджений)        | Паровий танкер                | 7,350  | 10 500 тонн нафти                                                                     | ?      | 0        | Норвегія           | HX-212 |
| 27 жовтня 1942 | Gurney E. Newlin (пошкоджений) | Паровий танкер                | 8,225  | 92 000 барелів бензину і гасу                                                         | 59     | 3        | США                | HX-212 |
| 27 жовтня 1942 | HMS LCT-2281 (вантаж)          | Десантний корабель (LCT Mk.V) | 291    |                                                                                       |        |          | Британська імперія | HX-212 |
| 27 жовтня 1942 | Sourabaya                      | Китобійна база                | 10,107 | 7800 тонн мазуту, 200 тонн військових товарів і десантний корабель як палубний вантаж | 158    | 77       | Британська імперія | HX-212 |
| 29 жовтня 1942 | Barrwhin                       | Торговий пароплав             | 4,998  | 8200 тонн зерна і військових товарів                                                  | 114    | 24       | Британська імперія | HX-212 |
| 8 січня 1943   | Albert L. Ellsworth            | Торговий теплохід             | 8,309  | 11 473 тонни Адміралтейського мазуту                                                  | 42     | 0        | Норвегія           | TM-1   |
| 8 січня 1943   | Oltenia II                     | Паровий танкер                | 6,394  | 9086 тонн Адміралтейського мазуту, 732 барелі мастила і військові товари              | 60     | 17       | Британська імперія | TM-1   |

## Звання
- Кандидат в офіцери (1 квітня 1932)
- Морський кадет (4 листопада 1932)
- Фенріх-цур-зее (1 січня 1934)
- Оберфенріх-цур-зее (1 вересня 1935)
- Лейтенант-цур-зее (1 січня 1936)
- Оберлейтенант-цур-зее (1 жовтня  1937)
- Капітан-лейтенант (1 квітня 1940)
- Корветтен-капітан (1 червня 1943; посмертно)

## Нагороди
- Медаль «За вислугу років у Вермахті» 4-го класу (4 роки)
- Залізний хрест
  - 2-го класу (17 вересня 1939)
  - 1-го класу (16 травня 1940)
- Медаль «У пам'ять 1 жовтня 1938» (20 грудня 1939)
- Нагрудний знак підводника (24 квітня 1942)
- Лицарський хрест Залізного хреста (27 березня 1943)